# Giuseppe Garibaldi (1983)
Giuseppe Garibaldi (C551) – włoski współczesny lekki lotniskowiec przystosowany do przenoszenia samolotów pionowego startu i lądowania i śmigłowców, flagowy okręt włoskiej marynarki wojennej (wł. Marina Militare) w  latach 1985– 2009. Oficjalnie klasyfikowany jako krążownik lotniczy.

## Historia
Włoska marynarka wojenna (Marina Militare) od swojego powstania do lat 80. XX wieku nie posiadała lotniskowców (wyłączywszy niewcielony do służby lotniskowiec „Aquila”). W związku z tym, że współczesne działania na morzu wymagają takiego sprzętu, a wcześniej Włochy miały już doświadczenie ze śmigłowcowcami, w 1979 roku podjęto prace projektowe nad budową lotniskowca. Miał to być lekki lotniskowiec dla samolotów kategorii V/STOL (pionowego startu i lądowania).
W marcu 1981 roku w stoczni Fincantieri w Genui położono stępkę pod nowy okręt, jego wodowanie nastąpiło w 1983 roku, a przyjęcie na stan marynarki – 30 września 1985 roku. Otrzymał on nazwę „Giuseppe Garibaldi”, na cześć włoskiego bohatera narodowego, i numer taktyczny C551. We Włoszech okręt klasyfikowany jest jednak  jako krążownik lotniczy (Incrociatore Portaeromobili). 
Ponieważ zachodziła potrzeba przeszkolenia załogi oraz pilotów samolotów i śmigłowców, które miały stacjonować na tym lotniskowcu, oraz zakupu samolotów i śmigłowców, osiągnął on gotowość operacyjną dopiero w 1989 roku. Stał się wtedy okrętem flagowym włoskiej marynarki wojennej. Bazą lotniskowca jest Tarent.
W październiku 2002 roku lotniskowiec wziął udział w działaniach zjednoczonych sił morskich w Zatoce Perskiej w ramach operacji „Freedom”, bombardowania irackich urządzeń wojskowych.

## Dane techniczno-taktyczne oraz wyposażenie
- Wymiary
  - pokład lotniczy:
    - długość: 173,8
    - szerokość: 30,4 m
- Uzbrojenie:
  - obronne:
    - 4 wyrzutnie dla rakiet przeciwokrętowych MBDA Otomat-Teseo(inne języki) Mk 2
    - 2 wyrzutnie przeciwlotniczych rakiet kierowanych MBDA Albatros Mk 2 dla rakiet typu Aspide
    - 3 dwulufowe działka OTO Melara Compact kal. 40 mm
    - 2 wyrzutnie torped WASS (Whitehead Alenia Sistemi Subaqua) typ ILAS 3 kal. 324 mm dla torped ATK (Alliant TechSystems) Mk 46 lub Whitehead A-290

  - lotnicze(warianty): 
    - 1) 18 śmigłowców Agusta/Sikorsky SH-3D Sea King
    - 2) 16 samolotów McDonnell Douglas AV-8B Harrier II
    - 3) 6 – 8 samolotów McDonell-Douglas AV-8B Harrier II i 4 śmigłowce Agusta/Sikorsky SH-3D Sea King (najczęściej spotykany)
- Wyposażenie dodatkowe:
  - trójwspółrzędny radar dozoru powietrznego Hughes AN/SPS-52C
  - radar dozoru powietrznego MBDA MM/SPS-768 (RAN 3L)
  - radar dozoru nawodnego i powietrznego MBDA MM/SPS-774 (RAN-10S)
  - radar dozoru nawodnego Galileo Avionica MM/SPS-702
  - radar nawigacyjny Galileo Avionica MM/SPN-749
  - radar kontroli lądowań Galileo Avionica MM/SPN-728
  - 2 radary MBDA SPG-75 (RTN-30X) do kierowania rakiet Aspide, współpracujące z systemem NA-30 (Dardo E)
  - 3 radary MBDA SPG-74 (RTN-20X) do kierowania ogniem działek 40 mm, współpracujące z systemem NA-21 (Dardo)
  - hydrolokator kadłubowy aktywny MBDA/Raytheon DE-1160
  - system przeciwdziałania elektronicznego i wykrywania emisji sygnałów radarowych i elektronicznych Elettronica SLQ-732 Nettuno
  - 2 wyrzutnie pułapek termicznych OTO Malera SCLAR
  - holowany system celów pozornych Euroslat SLAT (Systeme de Lutte Anti-Torpilles) dla torped